# Lake Magenta
Lake Magenta är en sjö i Australien. Den ligger i delstaten Western Australia, omkring 350 kilometer sydost om delstatshuvudstaden Perth. 
Trakten runt Lake Magenta består till största delen av jordbruksmark. Trakten runt Lake Magenta är nära nog obefolkad, med mindre än två invånare per kvadratkilometer. Genomsnittlig årsnederbörd är 491 millimeter. Den regnigaste månaden är juli, med i genomsnitt 64 mm nederbörd, och den torraste är februari, med 14 mm nederbörd.